# 和平于世
《和平于世》，全称为《论在真理、公正、仁爱、自由中建立普世和平》，是教宗若望二十三世于1963年4月11日发布的通谕，它仍是20世纪最著名的通谕之一。
该通谕的名称，来自于其开头：“和平于世，乃是各时代所有人都最为渴求之事，只有谨守上帝所订立的秩序，方能牢固地在世间实现和平。”在该通谕中，若望二十三世对当时的政治情况作出了反应。当时世界正处于冷战之中，两年前柏林墙建立，数月前爆发了古巴导弹危机。教宗在该通谕中阐述道：冲突不应靠诉诸武力来解决，而应该靠谈判。他进一步强调尊重人权的重要性，这是基督教对人的理解的核心结果。《和平于世》是教宗第一次在通谕中提到了“全人类的善良意志”，而非仅提天主教的信仰。